# Turajf
Turajf (arab. طريف) – miasto w północnej Arabii Saudyjskiej, w Północnej Prowincji Granicznej. Według spisu ludności na rok 2010 liczyło 48 108 mieszkańców.